# Jane Krakowski

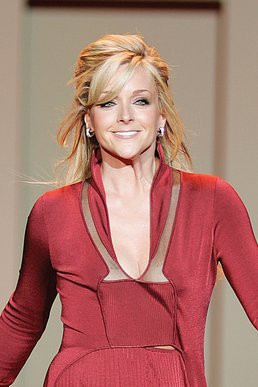
Krakowski na coleção de vestidos vermelhos de 2007 para a The Heart Truth

Jane Krakowski (/krəˈkaʊski/), nascida Jane Krajkowski (Parsippany-Troy Hills, New Jersey, 11 de outubro de 1968) é uma atriz e cantora estadunidense. Ela é mais conhecida por seu papel de Jenna Maroney na série de comédia satírica da NBC 30 Rock (2006-2013, 2020), pela qual ela recebeu quatro indicações ao Primetime Emmy de Melhor Atriz Coadjuvante em Série de Comédia. Seus outros papéis notáveis na televisão incluem Elaine Vassal na Foxsérie de comédia dramática legal Ally McBeal (1997–2002) e Jacqueline White na série de comédia Netflix Unbreakable Kimmy Schmidt (2015–2020).
Krakowski fez sua estreia no cinema como a prima Vicki Johnson na comédia de estrada National Lampoon's Vacation (1983), que foi seguida por papéis em Os Flintstones em Viva Rock Vegas (2000), Idade do Gelo (2002), Alfie (2004), Temporada Aberta (2006), Pixels (2015) e The Willoughbys (2020).
Krakowski se apresenta regularmente no palco, ganhando o Tony Award de Melhor Atriz em Musical por sua atuação no revival da Broadway de Nine (2003), bem como recebendo indicações ao Tony Award por Grand Hotel (1989) e She Loves Me (2016) . Ela recebeu o prêmio Laurence Olivier de Melhor Atriz em Musical por sua atuação no revival do West End de Guys and Dolls (2005).

## Vida pessoal
Krakowski ficou noiva de Robert Godley em 2009. Eles têm um filho, Bennett Robert Godley, nascido em abril de 2011. O casal se separou em 2013.

## Filmografia

### Filmes
| Ano  | Título                                   | Personagem             |
| ---- | ---------------------------------------- | ---------------------- |
| 1983 | National Lampoon's Vacation              | Vicki Johnson          |
| 1987 | Fatal Attraction                         | Christine              |
| 1991 | Stepping Out                             | Lynne                  |
| 1996 | Mrs. Winterbourne                        | Christine              |
| 1997 | Hudson River Blues                       | Diane                  |
| 1998 | Dance With Me                            | Patricia Black         |
| 1999 | Go                                       | Irene Halverson        |
| 2000 | The Flintstones in Viva Rock Vegas       | Betty O'Shale          |
| 2002 | Ice Age                                  | Rachel the Sloth (voz) |
| 2003 | Marci X                                  | Lauren Farb            |
| 2003 | When Zachary Beaver Came to Town         | Heather Wilson         |
| 2004 | Alfie                                    | Dorie                  |
| 2005 | Pretty Persuasion                        | Emily Klein            |
| 2006 | Open Season                              | Giselle (voz)          |
| 2007 | Surf's Up                                | Sheila Limberfin (voz) |
| 2008 | The Rocker                               | Carol                  |
| 2008 | Kit Kittredge: An American Girl          | Miss May Dooley        |
| 2008 | Open Season 2                            | Giselle (voz)          |
| 2009 | Cirque du Freak: The Vampire's Assistant | Corma Limbs            |
| 2014 | Adult Beginners                          | Miss Jenn              |
| 2014 | Big Stone Gap                            | Sue Tinsley            |
| 2015 | Pixels                                   | First Lady Jane Cooper |
| 2015 | Mildred & The Dying Parlor               | Tutti                  |
| 2018 | Henchmen                                 | Jane (voz)             |
| 2020 | The Willoughbys                          | Helga Willoughby (voz) |

### Televisão
| Ano             | Título                                | Personagem                                | Notas                                                        |
| --------------- | ------------------------------------- | ----------------------------------------- | ------------------------------------------------------------ |
| 1983            | No Big Deal                           | Margaret                                  | Filme para TV                                                |
| 1984–1986       | Search for Tomorrow                   | Theresa Rebecca "T.R." Kendall            | 107 episódios                                                |
| 1989            | Another World                         | Tonya                                     | 9 episódios                                                  |
| 1989            | When We Were Young                    | Linda Rosen                               |                                                              |
| 1993            | Alex Haley's Queen                    | Jane Jackson                              | 2 episódios                                                  |
| 1993            | The Young Indiana Jones Chronicles    | Dale Winter                               | Episódio: "Young Indiana Jones and the Mystery of the Blues" |
| 1994            | Due South                             | Catherine Burns                           | Episódio: "An Invitation to Romance"                         |
| 1996            | Early Edition                         | Dr. Handleman                             | Episódio: "Baby"                                             |
| 1997–2002       | Ally McBeal                           | Elaine Vassal                             | 110 episódios                                                |
| 2000            | CatDog                                | CatDog's Mother / Pussycat Catfield (voz) | 2 episódios                                                  |
| 2002            | Just a Walk in the Park               | Rachel Morgan                             | Filme para TV                                                |
| 2002–2003       | Everwood                              | Dr. Gretchen Trott                        | 2 episódios                                                  |
| 2002, 2004      | Rocket Power                          | Breezy (voz)                              | 2 episódios                                                  |
| 2004            | Law & Order: Special Victims Unit     | Emma Spevak                               | Episódio: "Bound"                                            |
| 2004            | Taste                                 | Samantha Neal                             | Piloto                                                       |
| 2004            | Hack                                  | Mrs. Smith                                | Episódio: "One for My Baby"                                  |
| 2004            | A Christmas Carol                     | Ghost of Christmas Past / Lamplighter     | Filme para TV                                                |
| 2005            | Mom at Sixteen                        | Donna Cooper                              | Filme para TV                                                |
| 2006            | Sex, Love, Power, and Politics        | Sloan                                     | Piloto                                                       |
| 2006–2013, 2020 | 30 Rock                               | Jenna Maroney                             | 129 episódios                                                |
| 2008            | A Muppets Christmas: Letters to Santa | Claire's Mom                              | Filme para TV                                                |
| 2013            | The Simpsons                          | Zhenya (voz)                              | Episódio: "The Fabulous Faker Boy"                           |
| 2014, 2017      | Modern Family                         | Dr. Donna Duncan                          | 3 episódios: Under Pressure, Basketball! and Clash Of Swords |
| 2014            | American Dad!                         | Charlotte (voz)                           | Episódio: "Roger Passes the Bar"                             |
| 2015–2020       | Unbreakable Kimmy Schmidt             | Jacqueline White                          | 52 episódios                                                 |
| 2015            | Younger                               | Annabelle Bancroft                        | Episódio: "Shedonism"                                        |
| 2015            | Saturday Night Live                   | Jenna Maroney                             | Episódio: "Tracy Morgan/Demi Lovato"                         |
| 2016            | Dead Boss                             | Helen Stephens                            | Piloto                                                       |
| 2016            | Robot Chicken                         | Various vozs                              | Episódio: "Yogurt in a Bag"                                  |
| 2017            | Sofia the First                       | Sizzle (voz)                              | Episódio: "The Royal Dragon"                                 |
| 2017            | Difficult People                      | Lizzie McCormick                          | Episódio: "Cindarestylox"                                    |
| 2017            | BoJack Horseman                       | Honey Sugarman (voz)                      | Episódio: "The Old Sugarman Place"                           |
| 2017            | Tangled: The Series                   | Willow (voz)                              | Episódio: "The Way of the Willow"                            |
| 2017–2020       | At Home with Amy Sedaris              | Herself / Beverly                         | 2 episódios                                                  |
| 2017            | A Christmas Story Live!               | Miss Shields                              | Television special                                           |
| 2017–2020       | Match Game                            | Herself (panelist)                        | Multiple episódios                                           |
| 2018            | Drunk History                         | Sheralee                                  | Episódio: "Sex"                                              |
| 2019            | Last Week Tonight with John Oliver    | Spokesperson                              | Episódio: "June 2, 2019"                                     |
| 2019–present    | Dickinson                             | Emily Norcross Dickinson                  | 10 episódios                                                 |
| 2020            | AJ and the Queen                      | Beth Barnes Beagle                        | Episódio: "Fort Worth"                                       |
| 2020            | Curb Your Enthusiasm                  | Veronica                                  | Episódio: "The Ugly Section"                                 |
| 2020            | RuPaul's Drag Race: All Stars         | Guest judge                               | Episódio: "Stand-Up Smackdown"                               |
| 2021–present    | Name That Tune                        | Host                                      | 10 episódios                                                 |
| 2021            | Schmigadoon!                          | The Countess Gabriele von Blerkom         | 6 episódios                                                  |

### Teatro
| Ano  | Título               | Personagem                | Local                         | Notas            |
| ---- | -------------------- | ------------------------- | ----------------------------- | ---------------- |
| 1981 | A Little Night Music | Fredrika Armfeldt         | Theatre at St. Peter's Church | Off-Off-Broadway |
| 1987 | Starlight Express    | Dinah the Dining Car      | Gershwin Theatre              | Broadway         |
| 1989 | Grand Hotel          | Frieda "Flaemmchen" Flamm | Gershwin Theatre              | Broadway         |
| 1993 | Face Value           | Jessica Ryan              | Cort Theatre                  | Broadway         |
| 1995 | Company              | April                     | Criterion Center Stage Right  | Broadway         |
| 1996 | One Touch of Venus   | Gloria Kramer             | New York City Center          | Off-Broadway     |
| 1996 | Tartuffe             | Mariane                   | Circle in the Square Theatre  | Broadway         |
| 1996 | Once Upon a Mattress | Lady Larken               | Broadhurst Theatre            | Broadway         |
| 2002 | Funny Girl           | Fanny Brice               | New Amsterdam Theatre         | Broadway         |
| 2003 | Nine                 | Carla Albanese            | Eugene O'Neill Theatre        | Broadway         |
| 2005 | Guys and Dolls       | Adelaide                  | Piccadilly Theatre            | West End         |
| 2007 | Xanadu               | Clio / Kira               | Workshop                      | Reading          |
| 2008 | Damn Yankees         | Lola                      | New York City Center          | Encores!         |
| 2009 | Mrs. Sharp           | Mrs. Sharp                | Workshop                      | Reading          |
| 2016 | She Loves Me         | Ilona Ritter              | Studio 54                     | Broadway         |
| 2018 | Beauty and the Beast | Mrs. Potts                | Hollywood Bowl                | Los Angeles      |

### Vídeo musical
| Ano  | Música         | Artista    | Papel |
| ---- | -------------- | ---------- | ----- |
| 2000 | "Goodbye Earl" | The Chicks | Wanda |